# Edoardo Zardini (Radsportler)
Edoardo Zardini (* 2. November 1989 in Peschiera del Garda) ist ein ehemaliger italienischer Radrennfahrer.

## Sportlicher Werdegang
Zardini fuhr von 2013 bis 2017 beim italienischen Professional Continental Team Bardiani. In seinem ersten Jahr wurde er Vierter in der Gesamtwertung der Dänemark-Rundfahrt. Im Jahr 2014 gewann er als Solist die Bergankünfte der zweiten Etappe des Giro del Trentino und der dritten Etappe der Tour of Britain, letztere beendete er als Vierter der Gesamtwertung.
Auf der sechsten Etappe des Giro d’Italia 2018 war er Teil einer 27-köpfigen Spitzengruppe, bevor er am Fuße der Bergankunft auf dem Ätna schwer stürzte und begleitet von allen Teamkollegen seiner neuen Mannschaft Wilier Triestina-Selle Italia mit über 26 Minuten Rückstand das Ziel erreichte. Nachdem ein Schlüsselbeinbruch festgestellt wurde, konnte er auf der nächsten Etappe nicht mehr starten und gab das Rennen auf.
Zur Saison 2019 wechselte Zardini zu Neri Sottoli, dem späteren Team Vini Zabù, für das er in seinem ersten Vertragsjahr Vierter der Ungarn-Rundfahrt und 2020 Neunter der Tour of Antalya wurde. 2022 schloss er sich Drone Hoper-Androni Giocattoli an, wurde Siebter der Tour of Hellas und beendete zum Jahresende seine Karriere als Radsportler.

## Erfolge
2014
- eine Etappe Giro del Trentino
- eine Etappe Tour of Britain

## Grand-Tour-Platzierungen
| Grand Tour            | 2013 | 2014 | 2015 | 2016 | 2017 | 2018 | 2019 | 2020 | 2021 | 2022 |
| --------------------- | ---- | ---- | ---- | ---- | ---- | ---- | ---- | ---- | ---- | ---- |
| Giro d’ItaliaGiro     | 137  | 53   | 82   | –    | –    | DNF  | –    | 96   | –    | 78   |
| Tour de FranceTour    | –    | –    | –    | –    | –    | –    | –    | –    | –    | –    |
| Vuelta a EspañaVuelta | –    | –    | –    | –    | –    | –    | –    | –    | –    | –    |